# Брендон Флин
Брендон Пол Флин (енгл. Brandon Paul Flynn; Мајами, 11. октобар 1993) амерички је глумац. Познат је по улози Џастина Фолија у серији 13 разлога (2017—2020).

## Биографија
Рођен је 11. октобра 1993. у јеврејској породици у Мајамију. Дипломирао је на Универзитету Ратгерс. Изјашњава се као хомосексуалац. У октобру 2024. оженио се Џорданом Танахилом.

## Филмографија

### Филм
| Улоге Брендона Флина |                      |               |              |          |
| Година               | Српски назив         | Изворни назив | Улога        | Напомена |
| 2020.                |                      |               | Макс Ричардс |          |
| 2022.                | Господари пакла      |               | Мет Макендри |          |
| 2023.                |                      |               | Мајка        |          |
| 2025.                | Викенд са родитељима |               | Џош          |          |

### Телевизија
| Улоге Брендона Флина |                |               |                     |                |
| Година               | Српски назив   | Изворни назив | Улога               | Напомена       |
| 2015.                |                |               | Мајк                | 1 епизода      |
| 2019.                | Прави детектив |               | Рајан Питерс        | споредна улога |
| 2017—2020.           | 13 разлога     |               | Џастин Фоли         | главна улога   |
| 2020.                | Рачед          |               | Хенри Озгуд         | споредна улога |
| 2024.                |                |               | Едвин Стантон Млађи | мини-серија    |